# Leptinotarsa behrensi
Leptinotarsa behrensi är en skalbaggsart som beskrevs av Edgar von Harold 1877. Leptinotarsa behrensi ingår i släktet Leptinotarsa och familjen bladbaggar. Inga underarter finns listade i Catalogue of Life.